# Moto Guzzi Stornello
Die Moto Guzzi Stornello ist ein Motorrad des italienischen Herstellers Moto Guzzi, das von 1960 bis 1974 in Mandello del Lario gebaut wurde. „Stornello“ bedeutet im Deutschen „kleiner Star“ (Vogel).

## Geschichte
Nachdem sich Moto Guzzi nach der Rennsaison 1957 aus dem Motorsport zurückgezogen hatte, wurde der Chefingenieur Giulio Cesare Carcano, der 1936 zu Moto Guzzi gekommen war und maßgeblich die Rennerfolge der Marke bewirkte, ab 1958 mit der Entwicklung eines leichten Motorrads mit Viertakt-Einzylindermotor und optimierten Herstellkosten beauftragt. Ende 1960 kam als Ergebnis die Stornello auf den Markt und trat gegen die Konkurrenz von Gilera, Moto Morini und MV Agusta an. Ein Jahr später wurde für das Modelljahr 1962 die Sport-Version vorgestellt.
1962 gab es außerdem eine Weiterentwicklung der Stornello Sport für Geländefahrten und den Endurosport (in Italien bis ca. Ende der 1960er Jahre Regolarità genannt), mit der Moto Guzzi die italienischen Nationalmannschaften für die 38. Internationale Sechstagefahrt (Six Days) 1963 im tschechoslowakischen Spindlermühle ausstattete (fünf Lodola Regolarità und fünf Stornello Regolarità). Das italienische Team gewann die Silbervase, alle zehn Fahrer erkämpften Goldmedaillen. Der Motor war vom Sportmotor abgeleitet und leistete 12 PS (9 kW) bei 8000/min. Versionen mit Straßenzulassung wurden unter den Bezeichnungen Stornello 125 Regolarità und Stornello Fuori Strada („Off-Road“) in den Modelljahren 1965 und 1966 verkauft. Trotz der Rennerfolge zog sich Moto Guzzi Ende 1963 aus finanziellen Gründen aus dem Geländerennsport zurück.
Ende 1967 wurden die 125er „Turismo“-Modelle eingestellt, als Nachfolgemodell kam die Stornello 160 auf den Markt. Parallel wurde eine neue Stornello 125 Scrambler mit der Technik der eingestellten Stornello 125 Sport angeboten.
1970 wurden Tankform, Rahmen, Fahrwerk und Antrieb stark überarbeitet, u. a. mit einem neuen Fünfganggetriebe und erneut mit 125 und 160 cm³ Hubraum. Die Stornello erhielt dann bis zum Produktionsende 1974 wenig Veränderungen, Priorität wurde auf die neuen Modelle V7 / V7 Sport und Nuovo Falcone gelegt.
Im Jahr 2016 brachte der Hersteller mit der V7 II Stornello wieder ein Kraftrad mit der Verkaufsbezeichnung Stornello auf den Markt.

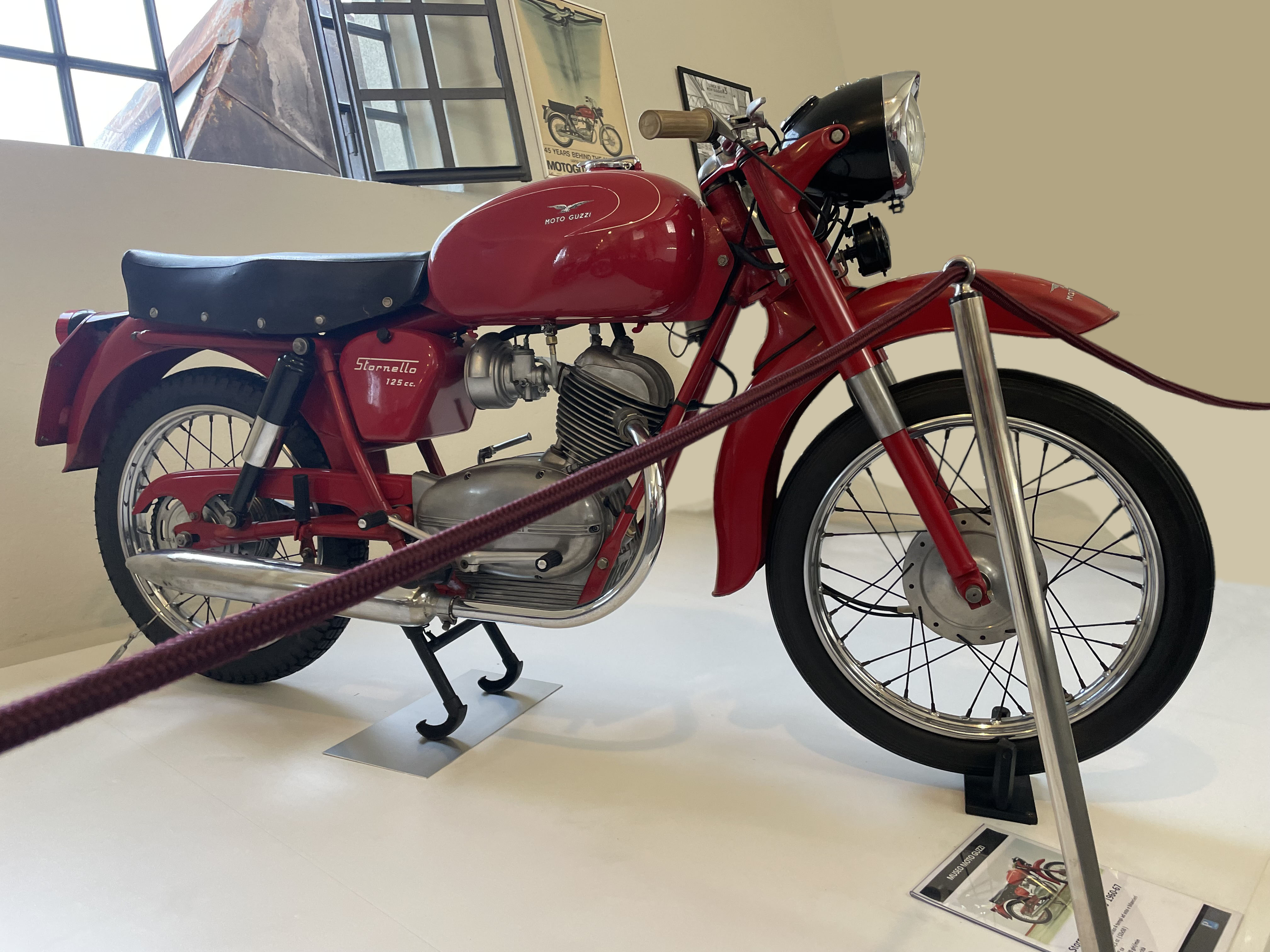
Stornello 125 Turismo (1960–1967)
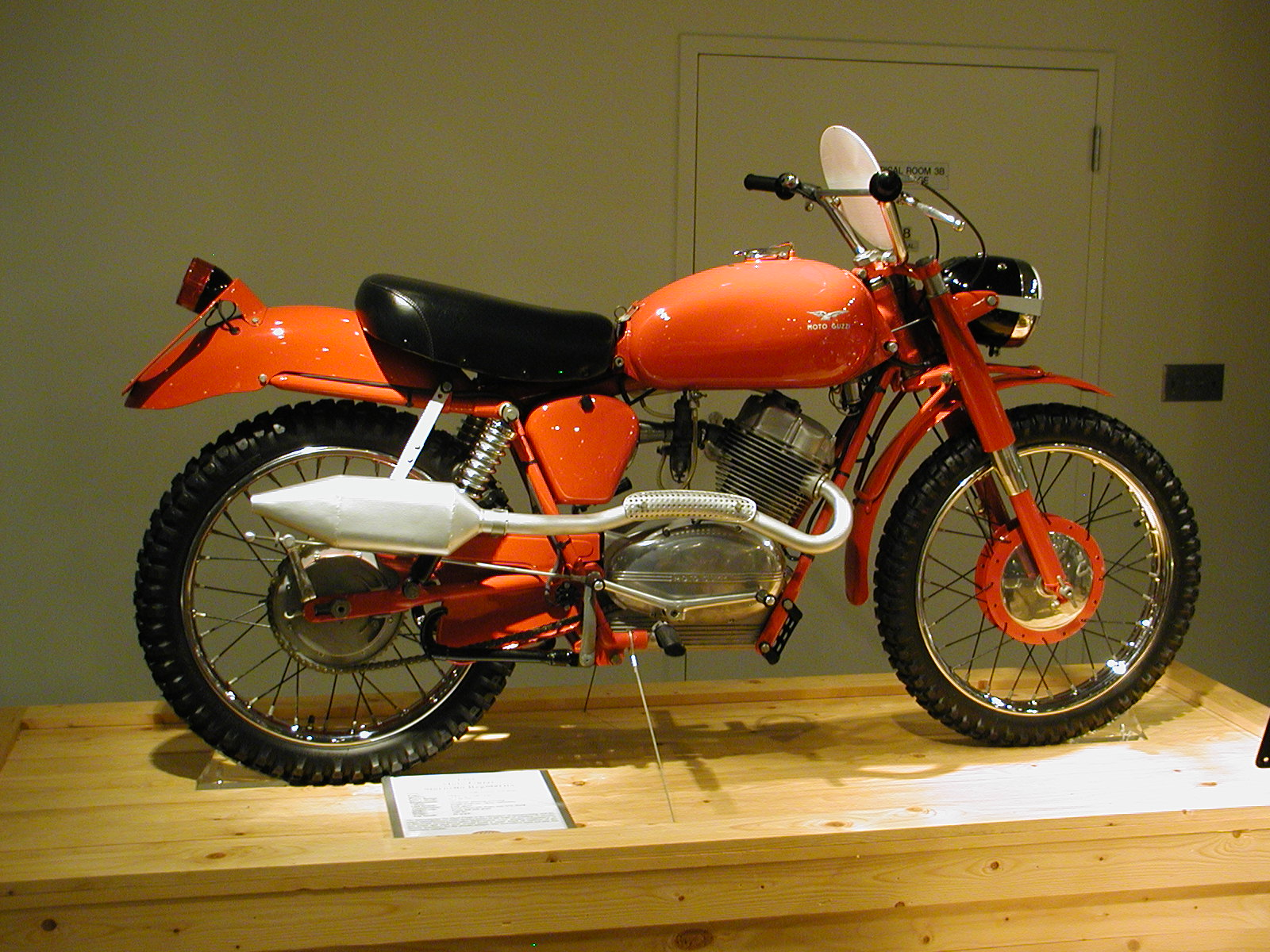
Stornello 125 Regolarità (1966)
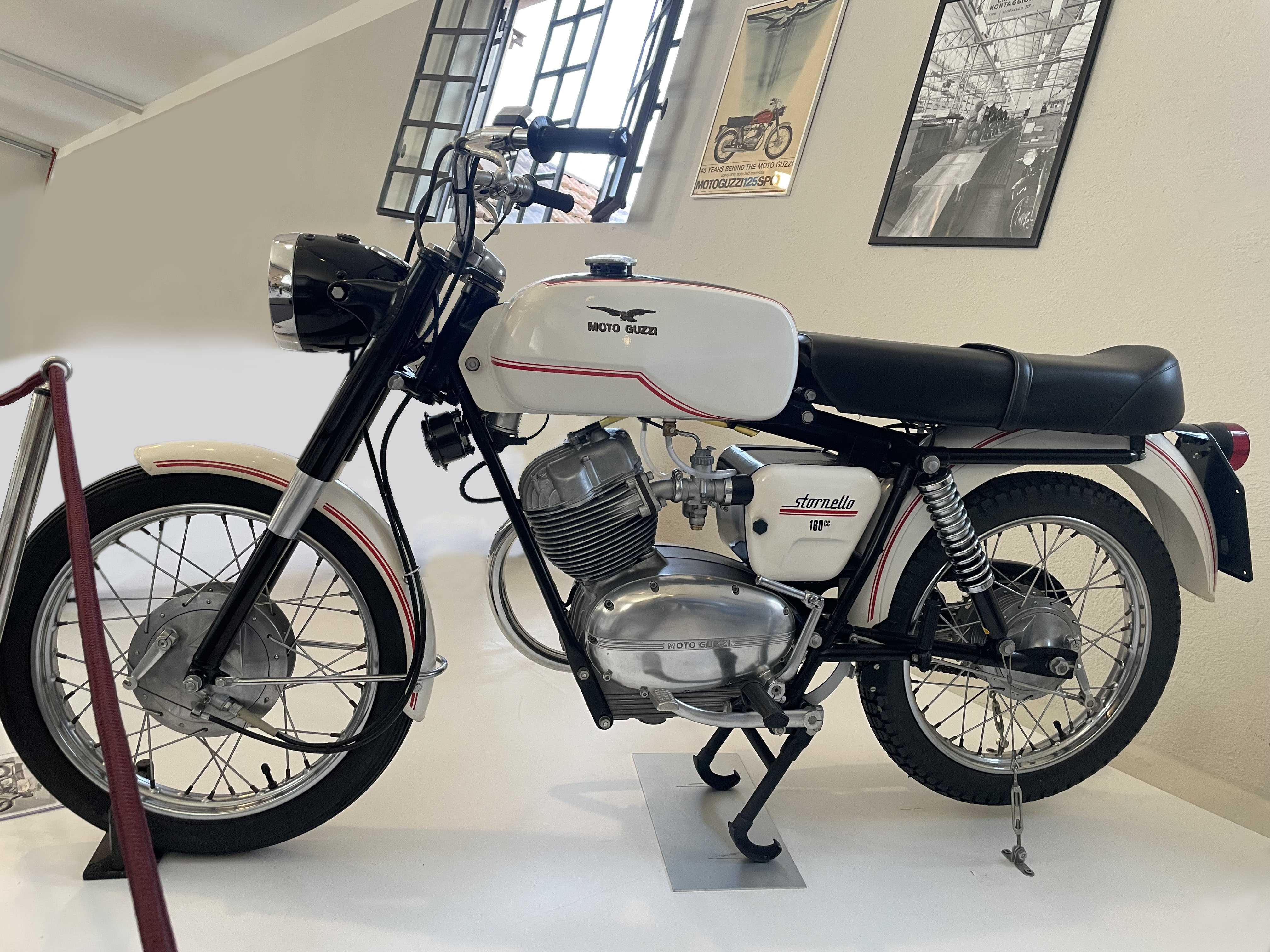
Stornello 160 (1968–1970)
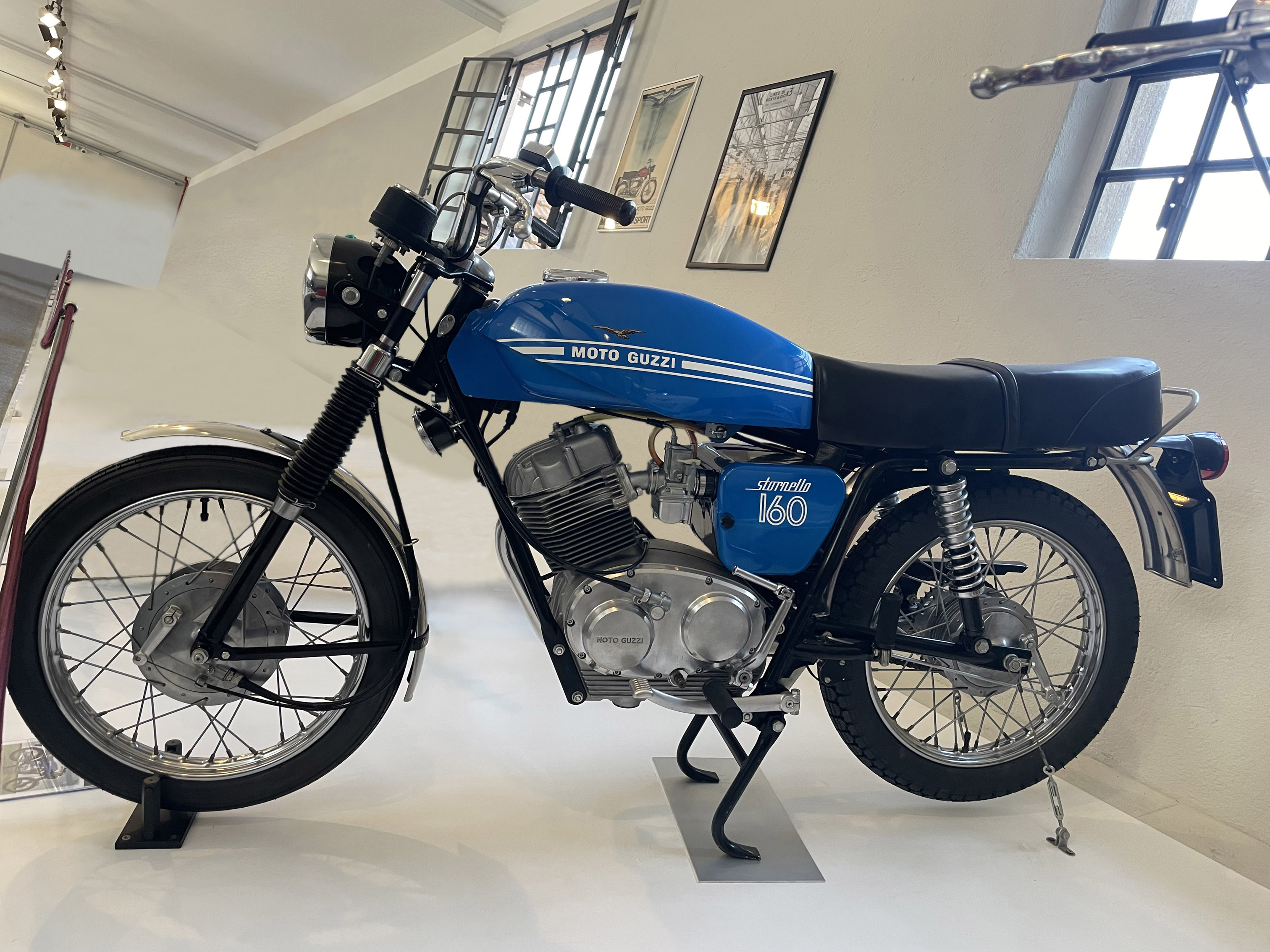
Stornello 160 (1970–1974)
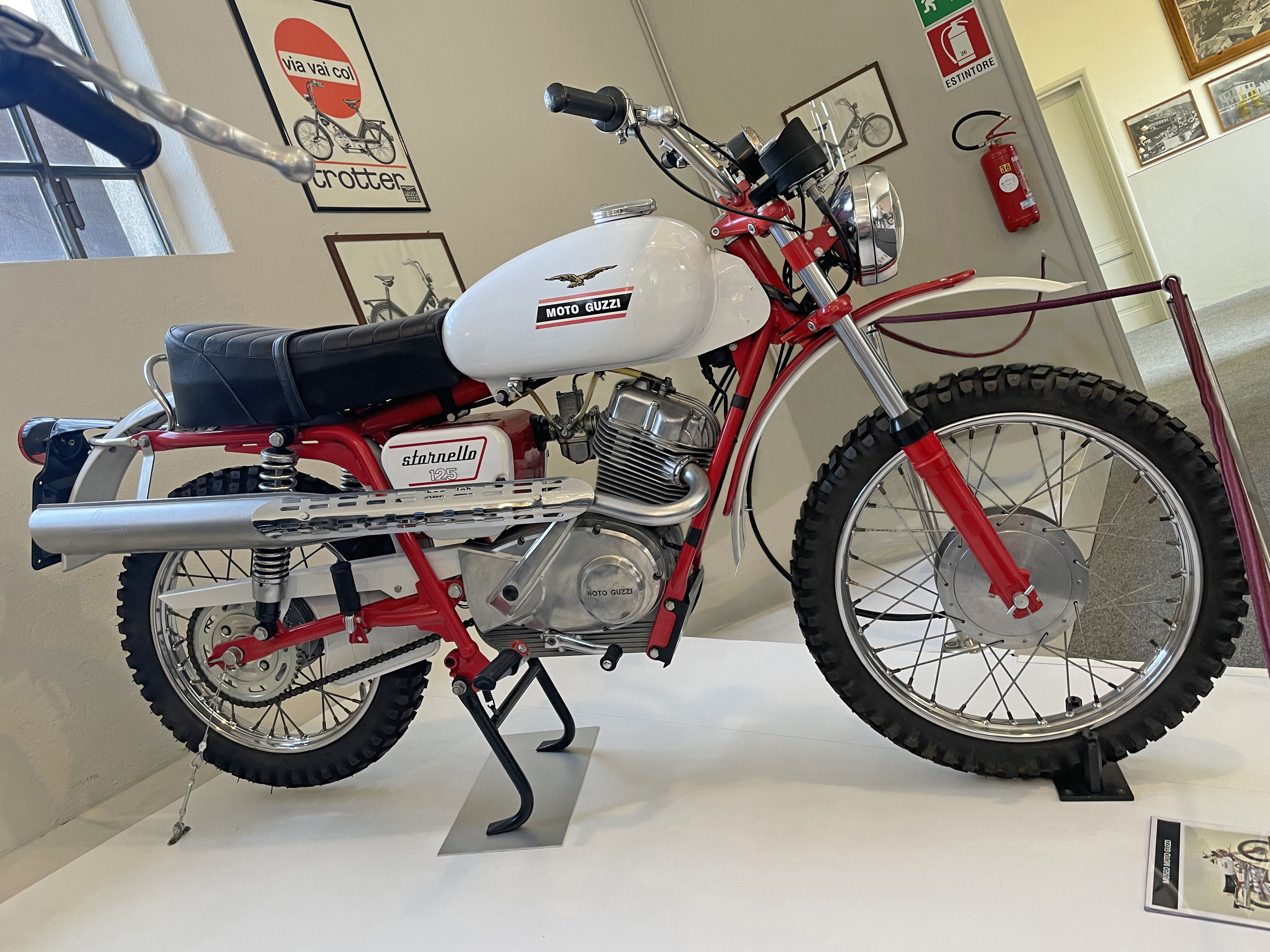
Stornello 125 Scrambler (1971–1974)

| Jahr           | 1960 | 1961 | 1962 | 1963 | 1964 | 1965 | 1966 | 1967 | 1968 | 1969 | 1970 | 1971 | 1972 | 1973 | 1974 |
| -------------- | ---- | ---- | ---- | ---- | ---- | ---- | ---- | ---- | ---- | ---- | ---- | ---- | ---- | ---- | ---- |
| Anzahl 125 cm³ | 5610 | 5450 | 3950 | 5680 | 6450 | 5230 | 1800 | 747  | ?    | ?    | 601  | 2653 | 900  | 850  | 500  |
| Anzahl 160 cm³ | –    | –    | –    | –    | –    | –    | –    | –    | 1248 | 418  | 289  | 2287 | 1086 | 900  | 500  |

## Technik

### Motor und Antrieb
Die Stornello hat einen fahrtwindgekühlten Einzylinder-Viertaktmotor mit 123,2 bzw. 153,2 cm³ Hubraum aus 58 mm Hub und 52 bzw. 58 mm Bohrung. Der Zylinder ist um 25° nach vorn geneigt. Die beiden hängenden Ventile werden über Stößel, Stoßstange und Kipphebel von der unten liegenden Nockenwelle gesteuert. Motor- und Getriebegehäuse, Zylinder und Zylinderköpfe sind aus Aluminium-Legierung.

### Rahmen und Fahrwerk
Der Motor ist mittragend im unten offenen Rohrrahmen eingebaut. Das Fahrwerk hat vorn eine Teleskopgabel, hinten eine Schwinge mit zwei Feder-Dämpfer-Einheiten (Federbeinen).

### Technische Daten
|                            | 125 (Turismo)             | 125 Sport / 125 Sport America   | Fuori Strada 125 Regolarità 125 Scrambler USA | 125 Scrambler             | 160 (Turismo)             | 125 (Turismo)             | 160 (Turismo)             | 125 Scrambler             |
| Bauzeitraum                | 1960–1967                 | 1962–1967                       | 1965 1965–1966 1966–1969                      | 1968–1969                 | 1968–1969                 | 1970–1974                 | 1970–1974                 | 1971–1974                 |
| Hubraum                    | 123,2 cm³                 | 123,2 cm³                       | 123,2 cm³                                     | 123,2 cm³                 | 153,2 cm³                 | 123,2 cm³                 | 153,2 cm³                 | 123,2 cm³                 |
| Bohrung × Hub              | 52 × 58 mm                | 52 × 58 mm                      | 52 × 58 mm                                    | 52 × 58 mm                | 58 × 58 mm                | 52 × 58 mm                | 58 × 58 mm                | 52 × 58 mm                |
| Verdichtung                | 8,0 : 1                   | 9,8 : 1                         | 11,4 : 1                                      | 9,8 : 1                   | 8,0 : 1                   | 9,6 : 1                   | 8,5 : 1                   | 9,6 : 1                   |
| Vergaser (Dell’Orto)       | ME18BS                    | UB20B                           | UB22BS2                                       | UB20B                     | UB20B                     | VHB22S                    | VHB22S                    | VHB22S                    |
| Nennleistung               | 6,8 PS (5,0 kW)           | 10 PS (7,4 kW) / 12 PS (8,8 kW) | 13,5 PS (9,9 kW)                              | 10 PS (7,4 kW)            | 12,6 PS (9,3 kW)          | 13,4 PS (9,9 kW)          | 16,2 PS (11,9 kW)         | 13,4 PS (9,9 kW)          |
| – bei Drehzahl             | 7200/min                  | 7200/min                        | 6800/min                                      | 7200/min                  | 7500/min                  | 7400/min                  | 7400/min                  | 7400/min                  |
| Getriebe                   | 4-Gang                    | 4-Gang                          | 4-Gang                                        | 4-Gang                    | 4-Gang                    | 5-Gang                    | 5-Gang                    | 5-Gang                    |
| Radstand                   | 1250 mm                   | 1250 mm                         | 1250 mm                                       | 1250 mm                   | 1250 mm                   | 1255 mm                   | 1255 mm                   | 1255 mm                   |
| Leergewicht (trocken)      | 92 kg                     | ?                               | 95 kg                                         | ?                         | 107 kg                    | 113 kg                    | 113 kg                    | 117 kg                    |
| Reifengröße vorne / hinten | 17″ × 2,50″ / 17″ × 2,75″ | 17″ × 2,50″ / 17″ × 2,75″       | 19″ × 2,50″ / 19″ × 3,00″                     | 19″ × 2,50″ / 19″ × 3,00″ | 17″ × 2,50″ / 17″ × 2,75″ | 17″ × 2,50″ / 17″ × 3,00″ | 17″ × 2,50″ / 17″ × 3,00″ | 19″ × 2,75″ / 17″ × 3,00″ |
| Höchstgeschwindigkeit      | ca. 100 km/h              | ? / 112 km/h                    | ca. 105 km/h                                  | ?                         | 118 km/h                  | 117 km/h                  | 122 km/h                  | 98 km/h                   |